# Mycielin (powiat krotoszyński)
Mycielin – osada w Polsce, w województwie wielkopolskim, w powiecie krotoszyńskim, w gminie Koźmin Wielkopolski; wchodzi w skład sołectwa Borzęciczki.
W okresie Wielkiego Księstwa Poznańskiego (1815-1848) miejscowość należała do wsi mniejszych w ówczesnym pruskim powiecie Krotoszyn w rejencji poznańskiej. Mycielin należał do okręgu borkowskiego tego powiatu i stanowił część majątku Borzęciczki, którego właścicielem był wówczas Juliusz Radoliński. Według spisu urzędowego z 1837 roku wieś liczyła 68 mieszkańców, którzy zamieszkiwali 9 dymów (domostw).
W latach 1975–1998 miejscowość administracyjnie należała do województwa kaliskiego.